# Anne Peyrouse
Anne Peyrouse, née en 1966 à Nîmes, est une nouvelliste, poétesse, essayiste, écrivaine et professeure québécoise.

## Biographie
Anne Peyrouse est née à Nîmes, en France, et s'installe à Québec à l'âge de 13 ans. Elle obtient sa maîtrise en littérature française à l'Université Laval en 1992 et son doctorat à la même université en 1998, sous la direction du professeur et poète Jean-Noël Pontbriand.
Elle enseigne la création littéraire à l'Université Laval, au Département de littérature, théâtre et cinéma. Elle a occupé le poste de directrice littéraire auprès des maisons d'édition Le Loup de gouttière et Cornac ; elle occupe depuis 2019 le même poste chez les Éditions Hamac, au sein du groupe éditorial Productions Somme toute. En 2022, elle est codirectrice de la quinzième édition du Mois de la poésie, qui a pour thème la solidarité,.
Elle collabore à plusieurs revues littéraires et pédagogiques en plus d'animer des ateliers de création littéraire,.
L'écriture de l'autrice se caractérise par ses aspects ludique et hybride,. Son dernier recueil de nouvelles, Encore temps de rebrousser chemin, marie autobiographie, fiction, non-fiction et conte, en plus de s'amuser et d'expérimenter avec l'espace, la page blanche, la ponctuation, les notes de bas de page et autres,.
Elle habite à Québec.

## Œuvres

### Poésie
- Dans le vertige des corps, oeuvres de Anne-Marie Robert, Québec, Le Loup de gouttière, 1998, 60 p.  (ISBN 2-921310-90-2).
  - Dans le vertige des corps, photographies de Yves Tessier, Québec, Le Loup de gouttière, 2004, 58 p.  (ISBN 2-89529-089-X).
- Des neiges et des cendres, Québec, Le Loup de gouttière, 2001, 57 p.  (ISBN 2-89529-051-2).
- Sables d'enfance, suivi de L'éternel des oies, Québec, Cornac, 2008, 58 p.  (ISBN 978-2-89529-129-9).
- Bannières à ciel ouvert, Trois-Rivières, Écrits des Forges, 2014, 93 p.  (ISBN 9782896452774).
- Grand jeté d'encre, photographies de Charline Clavier, Québec, Cornac, 2016, 50 p.  (ISBN 9782895291312).
- Ces fenêtres où s'éclatent leurs yeux, Montréal, Hamac, 2021, 59 p.  (ISBN 9782925087212 et 2925087213).

### Nouvelles
- Au-delà des murs, Québec, Le Loup de gouttière, 2000, 84 p.  (ISBN 2-89529-020-2).
- Passagers de la tourmente, Québec, Éditions du Septentrion, coll. « Hamac », 2013, 151 p.  (ISBN 9782894487266).
- Encore temps de rebrousser chemin, Montréal, Hamac, 2020, 125 p.  (ISBN 9782925087021 et 2925087027).

### Romans
- Tu ne tueras point, Québec, Éditions du Septentrion, 2018, 163 p.  (ISBN 9782894489154)

### Récit autobiographique
- Pour que cela se taise, Éditions Somme Toute, 2022, 109 p.  (ISBN 9782897942960)

### Anthologies
- L'amour de toi, Québec, Le Loup de gouttière, 2003, 146 p.  (ISBN 2-89529-084-9).
- Humour et poésie : 30 poètes québécois, Trois-Rivières, Écrits des Forges, 2004, 166 p.  (ISBN 2-89046-847-X).
- Slam ma muse, avec André Marceau, Québec, Cornac, 2013, 2 vol.  (ISBN 9782895291305 et 9782895292517).
  - Slam ma muse : anthologie de la poésie slamée à Québec, Québec, Cornac, 2008, 152 p.  (ISBN 9782895291305 et 2895291306).
  - Slam ma muse. 2, Anthologie des slameuses du Québec, Québec, Cornac, 2013, 145 p.  (ISBN 9782895292517 et 2895292515).

### Collaboration
- Comme papiers au vent : renku (ill. Gernot Nebel, en collaboration avec Carol Lebel), Québec, Le loup de gouttière, 2005 (ISBN 2-89529-121-7).

## Prix et honneurs
- 1985 : finaliste pour le Prix de la revue Critère[1]
- 1993 : lauréate du deuxième prix de poésie pour le concours C.E.U.L.A.[1]
- 1994 : lauréate du deuxième prix de poésie pour le concours littéraire du Cercle de l'Université Laval[1]
- 1994 : première mention du concours de poésie Alphonse-Piché pour Prédire janvier[1]
- 1997 : première mention du concours de poésie Alphonse-Piché pour En Filigrane[1]
- 1997 : lauréate du premier prix du concours de nouvelles de la revue Stop pour La vie roucouloulou[1]
- 1998 : lauréate du troisième prix du concours littéraire de la revue Arcade[1]
- 1999 : lauréate du Prix Félix-Leclerc pour Le Vertige des corps[1]
- 2015 : lauréate du Prix d'innovation en enseignement de la poésie du Festival International de la poésie de Trois-Rivières[13],[14]
- 2017 : lauréate du Prix Jean-Noël-Pontbriand[15]
- 2019 : finaliste au Prix de l'Institut Canadien de Québec[16]